# Roncey
Roncey település Franciaországban, Manche megyében. Lakosainak száma 776 fő (2022. január 1.). Roncey Montpinchon, Grimesnil, Notre-Dame-de-Cenilly, Saint-Denis-le-Gast, Saint-Denis-le-Vêtu, Saint-Martin-de-Cenilly és Quettreville-sur-Sienne községekkel határos.

## Népesség
A település népessége az elmúlt években az alábbi módon változott:
| Lakosok száma | 695  | 680  | 708  | 770  | 842  | 817  | 804  | 799  | 791  | 776  |
|               | 1968 | 1982 | 1990 | 2006 | 2013 | 2015 | 2017 | 2019 | 2020 | 2022 |